# Dinarische Alpen
De Dinarische Alpen of Dinaridi zijn een gebergte, gelegen langs de Adriatische kust. Het gebergte bestaat uit karst en kalksteen, waarin veel grotten zijn uitgesleten. De Dinarische Alpen zijn onderdeel van een grote bergketen, waar ook de Alpen en de Karpaten een onderdeel van zijn. De bergketen is vernoemd naar de Dinara, hoewel de Maja Jezercë in Albanië de hoogste berg binnen de keten is (2694 meter). De Dinarische Alpen lopen van Kroatië, door Bosnië en Herzegovina, Montenegro, Zuidoost-Servië, tot aan Albanië. De Albanese Alpen in Noord-Albanië zijn onderdeel van de Dinarische Alpen.
Het langeafstandswandelpad Via Dinarica en  de langeafstandsfietsroute Trans Dinarica lopen door de Dinarische Alpen.

## Vegetatie
Er komt relatief weinig vegetatie voor in de Dinarische Alpen. Dit komt door de onvruchtbare grond van karst en kalksteen. Richting Slovenië komt er een klein laagje grond boven het kalksteen, waardoor er daar wel lichte vegetatie groeit.
Het kruipklokje (Campanula poscharskyana) komt van nature voor in de Dinarische Alpen.